# Mia i Migunki
Mia i Migunki (fr. Mia et le Migou, 2008) – francuski przygodowy film animowany w reżyserii Jacques-Rémy Girerd, wyprodukowany przez studio Folimage.
Film w Polsce miał swoją premierę w kinie z okazji 5. urodzin stacji MiniMini. Teraz emitowany jest w niektóre weekendy na kanale ZigZap.

## Fabuła
W trakcie budowy luksusowego kompleksu hotelowego, który powstaje w sercu rozległego i pięknego lasu, jeden z robotników – Pedro zostaje uwięziony w podziemnym tunelu. Jego córeczka, Mia postanawia odszukać zaginionego ojca. Dziewczynka wędruje przez pełen tajemnic las. Niespodziewanie spotyka w nim zagadkowe stworzonka zwane Migunkami. Okazuje się, że pilnują one drzewa, bez którego wyginęłyby wszystkie istoty żyjące na Ziemi. Migunki wyjaśniają Mii, że budowa hotelu zagraża dalszemu istnieniu lasu. Mia oraz jej nowo poznani przyjaciele zamierzają ratować okolicę przed katastrofą ekologiczną.

## Obsada
- Garance Lagraa – Mia
- Laurent Gamelon – Jekhide
- Charlie Girerd – Aldrin
- Pierre Richard – Pedro
- Dany Boon – Migunki
- Yolande Moreau – la sorcière / les tantines
- Jean-François Dérec – Malakof
- Miou-Miou – Julette
- Romain Bouteille – Baklava
- Jean-Pierre Coffe – Nenesse

## Wersja polska
Opracowanie i udźwiękowienie wersji polskiej: Studio Sonica

Reżyseria: Miriam Aleksandrowicz

Dialogi polskie: Joanna Kuryłko

Dźwięk i montaż: Maciej Brzeziński

Organizacja produkcji: Agnieszka Kudelska

Wystąpili:
- Bartosz Opania – Jekhide
- Brygida Turowska-Szymczak – Mia
- Piotr Kozłowski – Migunki
- Agnieszka Kudelska – Aldrin

oraz
- Aleksander Wysocki
- Jacek Czyż
- Tomasz Jarosz
- Wojciech Kalarus
- Mikołaj Müller
- Jan Aleksandrowicz-Krasko
- Katarzyna Owczarz
- Anna Ułas
- Ewa Kania
- Robert Jarociński
- Joanna Węgrzynowska-Cybińska
- Miriam Aleksandrowicz
- Anna Kuska
- Dorota Furtak
- Anna Kerth
- Michał Śmiechowski
- Denis Brzeziński

Teksty piosenek i kierownictwo muzyczne: Marek Krejzler

Śpiewali: Katarzyna Owczarz i Bartosz Opania